# Еліезер Шкеді
Еліезер Шкеді (івр. אליעזר שקדי; нар. 16 серпня 1957, Ізраїль) — ізраїльський військовик, генерал-майор, командувач ВПС Ізраїлю в 2004-2008 роках.

## Біографія
Еліезер Шкеді народився в Ізраїлі. Після закінчення школи в Кфар-Сава був призваний в армію 1975 року. Добровільно відвідував льотну школу і закінчив її як бойовий пілот. Він увійшов до складу багатьох армійських підрозділів, поки не був переведений на авіабазу Хацерім, де працював авіаінструктором. Під час Ліванської війни 1982 року збив два літаки.
У середині 1980-х навчався в університеті імені Бен-Гуріона і закінив його з академічним ступенем, бакалавр з математики та інформатики. До середини 1990-х років продовжував служити в армії, після чого поступив в США в військово-морську школу (англ. Naval Postgraduate School), де вивчав управління системами.
У 4 квітня 2004 року був призначений на посаду командувача ВПС Ізраїлю, яку займав до 13 травня 2008 року.